# Bubikon
Bubikon é uma comuna da Suíça, no Cantão Zurique, com cerca de 5.665 habitantes. Estende-se por uma área de 11,58 km², de densidade populacional de 489 hab/km². Confina com as seguintes comunas: Dürnten, Gossau, Grüningen, Hinwil, Hombrechtikon, Jona (SG), Rüti.
A língua oficial nesta comuna é o Alemão.